# سوق الجردة
سوق الجردة، كان يمثل السوق الأكبر في الجزيرة العربية لبيع وشراء الإبل) مما يؤكد ذلك ما ذكرهُ الرحالة المستر توتشل حينما قال:«إن بريدة أعظم سوق للإبل في العالم، وهو أقدم وأهم الأسواق في منطقة نجد، يقع في منطقة القصيم في مدينة بريدة، وتعتبر بذلك مركزاً اقتصادياً للبلاد على أوسع مداه».
وعندما أنتقل سوق الجمال والماشية إلى سوق الجردة عام 1340هـ بُني مسجد الجردة على شكل مستطيل، وكان الناس يؤدون الصلاة قبل بناء المسجد بمسجد يُدعي بمسجد ناصر ومسجد آخر يُدعى بمسجد ناصر بن سليمان بن سيف الذي قام ببنائه وحمل أسمه وصلى فيه إلى أن توفاه الله عام 1340هـ، ولما توسعت أسواق الجردة أمر الملك عبدالعزيز آل سعود رحمهُ الله - ببنائه وتوسعته.

## توسعة السوق
أخذ السوق في الاتساع والنمو في اعقاب الاستقرار واتجاه الدولة إلى التنمية المبرمجة، أخذ الاتساع في مدينة بريدة على كل الاتجاهات فهدم«قصر بريدة» وجعل مقر للجزارين، وباعة الخضار ثم هدم الأخير وتحول إلى مواقف للسيارات وتم نقل سوق الخضار واللحوم إلى حي «سعة الله» ومن ورائه سوق المواشي على مساحات كبيرة روعي فيها الاتساع والشمول وصممت على أحدث الطرق.

## انظر ايضاً
- بريدة
- سوق
- سوق تقليدي

## وصلات خارجية
- سوق الجردة في «بريدة» معلم سياحي ومتحف تراثي يجتذب الزوار.
- اعتبر أكبر سوق للإبل في العالم.. واقتصرت تعاملاته على الرجال فقط سوق الجردة... تاريخ يحكي عن نفسه.